# Distrito de Nuwara Eliya
Nuwara Eliya (en tamil: நுவரேலியா) es un distrito de Sri Lanka en la provincia Central. Código ISO: LK.NW.
Comprende una superficie de 1741 km².
El centro administrativo es la ciudad de Nuwara Eliya.

## Demografía
Según estimación 2010 contaba con una población total de 761 000 habitantes, de los cuales 382 000 eran mujeres y 379 000 varones.